# Ángel Rodríguez de Quijano y Arroquia
Ángel Rodríguez de Quijano y Arroquia (La Carolina ( Jaén ), 26 de mayo de 1820 — Madrid, 16 de junio de 1902) fue un ingeniero militar español. Se distinguió en los campos de la poliorcética, la topografía, la cartografía y la geografía.  Llegó a brigadier y mariscal de campo. Fue miembro de la Junta Superior de Guerra.   y presidente de la Real Sociedad Geográfica. 